# Егалітаризм
Егалітаризм (фр. égalitarisme, від фр. égalité — рівність) — концепція, що пропонує створення суспільства з рівними можливостями з управління і доступу до матеріальних благ всім його членам. Протилежність елітаризму.
Може розглядатися як різновид соціалізму, що ґрунтується на загальній рівності як основі соціального життя.
У соціології сім'ї егалітаризм визнає за подружжям рівні права на самореалізацію.

## Види егалітаризму
Деякі егалітарні концепти включають комунізм, правовий егалітаризм, політичний егалітаризм, гендерний егалітаризм, расову рівність та християнський егалітаризм. До поширених форм егалітаризму належать політична та філософська.

### Правовий егалітаризм
Одним із аргументів є те, що лібералізм надає демократичним суспільствам засоби для проведення громадянських реформ, забезпечуючи основу для розвитку державної політики та забезпечуючи належні умови для досягнення громадянином прав громадян.

#### Рівність чоловіків та жінок у правах та обов'язках
Прикладом такої форми є Конституція Тунісу 2014 року, яка передбачає, що «чоловіки та жінки повинні бути рівними у своїх правах та обов'язках».

#### Гендерна рівність
Девіз «Liberté, égalité, fraternité» («Свобода, рівність, братерство») використовувався під час Французької революції і досі використовується як офіційний девіз уряду Франції. Права людини та громадянина Франції 1789 року також визначені на цій основі прав рівності людини.
Декларація незалежності США є прикладом рівності чоловіків як «Усі люди створені рівними».
Багато конституцій штатів у США також використовують права чоловічої мови, а не права особи, оскільки іменник «man» (чоловік) завжди включав у себе як чоловіків, так і жінок.
Фемінізм тісно пов'язаний із егалітарною філософією, будучи гендерно орієнтованою філософією рівності. Однак фемінізм відрізняється від егалітаризму тим, що існує як політичний та суспільний рух.

### Соціальний егалітаризм
На культурному рівні впродовж останніх двохсот років егалітарні теорії розвивалися в умовах прийняття. Серед відомих широкоегалітарних філософій — соціалізм, комунізм, соціальний анархізм, прогресивізм та ін. деякі з яких поширюють економічний егалітаризм. Однак, чи була якась із цих ідей реалізована на практиці, залишається спірним питанням. Антиегалітаризм або елітаризм є протилежними егалітаризму ідеї.

#### Економічний
Дуже раннім прикладом рівності, який можна назвати ще економічним егалітаризмом, є китайська філософія сільського господарства, яка вважає, що економічна політика країни повинна базуватися на егалітарній самодостатності.
У соціалізмі суспільна власність на засоби виробництва іноді вважається формою економічного егалітаризму, оскільки в економіці, що базується на суспільній власності, надлишок продукту, що створюється промисловістю, накопичуватиметься в цілому для населення, на відміну від класу приватних власників, тим самим надаючи кожному індивінду підвищений рівень самодостатності та більшої рівності у відносинах одне з одним. Хоча економіст Карл Маркс іноді помилково сприймається як егалітарист, Маркс ухилявся від створення нормативних теорій моральних принципів. Попри це, у Маркса була теорія еволюції моральних принципів щодо конкретних економічних систем.

### Егалітаризм і тварини
Багато філософів, зокрема Інгмар Перссон, Пітер Валлентайн, Нілс Холтуг, Катія Фарія та Льюїс Гомперц, стверджували, що егалітаризм означає, що інтереси несвійських тварин повинні бути також врахованими. Філософ Оскар Хорта також стверджував, що «[е] галітаризм передбачає відмову від специоризму, а на практиці це передбачає припинення експлуатації тварин» і що ми повинні допомагати тваринам, які зазнають страждань у природі. Крім того, Хорта стверджує, що «оскільки [нелюдські тварини] нижчі в порівнянні з людьми, егалітаризм пріоретизує інтереси нелюдських тварин».

### Сучасна теорія егалітаризму
Сучасний егалітаризм — це теорія, яка відкидає класичне визначення егалітаризму як можливого для досягнення: економічно, політично та соціально. Сучасна теорія егалітаризму, або новий егалітаризм, зазначає, що якби кожен мав однакові альтернативні кошти, то порівняльного прогресу не було б і ніхто не отримав би користі від торгівлі один з одним. По суті, величезні вигоди, які отримують люди від торгівлі один з одним, виникають через те, що вони неоднакові за різними характеристиками — ці відмінності можуть бути вродженими або розвиненими, щоб люди могли отримати вигоду від торгівлі один з одним.